# Windsor Spitfires
Windsor Spitfires je kanadský juniorský klub ledního hokeje, který sídlí ve Windsoru v provincii Ontario. Od roku 1975 působí v juniorské soutěži Ontario Hockey League (dříve Ontario Hockey Association). Svůj současný název nese od roku 1989. Své domácí zápasy odehrává v hale WFCU Centre s kapacitou 6 450 diváků. Klubové barvy jsou modrá, bílá a červená.
Nejznámější hráči, kteří prošli týmem, byli např.: Richard Pánik, Jason Spezza, Timo Helbling, Jakub Kovář, Michal Jordán, Jack Campbell, Taylor Hall, Steve Downie, Claude Loiselle, Cam Fowler, Bryan Bickell, Ivan Rachůnek nebo Ed Jovanovski.

## Historické názvy
Zdroj: 
- 1971 – Windsor Spitfires
- 1984 – Windsor Compuware Spitfires
- 1989 – Windsor Spitfires

## Úspěchy
- Vítěz Memorial Cupu ( 3× )
  - 2009, 2010, 2017
- Vítěz OHL ( 3× )
  - 1987/88, 2008/09, 2009/10

## Přehled ligové účasti
Zdroj: 
- 1971–1975: Southern Ontario Junior A Hockey League
- 1975–1980: Ontario Hockey Association (Emmsova divize)
- 1980–1994: Ontario Hockey League (Emmsova divize)
- 1994– : Ontario Hockey League (Západní divize)